# Светлен (област Търговище)
 Тази статия е за селото в област Търговище.  За другото българско село с това име вижте Светлен (област Кърджали).  
Свѐтлен е село в Североизточна България. Намира се в община Попово, област Търговище.

## География
Разположено е на открита плодородна равнина, оградена от гористи хълмове. Намира се на около 6 км югоизточно от град Попово, на 100 – 200 м надморска височина. Южно и източно на селото преминава река Черни Лом. Землището му граничи с това на селата Заветно, Кардам, Глогинка, Априлово, Звезда и с кварталите на град Попово (бивши села) – Невски и Сеячи. През селото минава шосето от София за Варна през Търговище и от Русе за Омуртаг и оттам за Южна България през Попово. На 3 км от селото има железопътна спирка Стефан Караджа по жп линията София – Варна.
Образувано е от следните три махали: Беломорската (Мокренската) махала, Кюмюрджийската (Топчийската) махала и Черкезката махала, като Беломорската махала е образувана след Освобождението на България и заселването на беломорците в селото.

## Кратка историческа справка

### Античност
От всички регистрирани находки в Търговищко най-голям е броят на тези от периода на античността. В могилно погребение край Светлен са открити находки, съдържащи тракийско въоръжение от V–ІV в. пр.н.е.

### Османски период
Селото е наричано в миналото Аязлар и за пръв път с това име се среща официално в османо-турски данъчен регистър от 1555 г. Преди Освобождението то било чисто мюсюлманско село с две махали – турска и черкезка със 197 къщи и 615 жители. Къщите му, както всички къщи в турските села тогава, били ниски, измазани с глина, оградени със сачаклии плетове. В данъчен документ от края на 17 век в селото се срещат имената на 13 християни. През 1874 г. в селото вече не живеят християни. Сред турската махала извисявала джамията, а до нея била одаята на мухтарина (кмета). Вдигнел ли той тревога, черкезите начаса се качвали на конете, а турците хващали ятаганите и шишанетата. Те били готови за бой и през 1877 г., но след победата на русите в битката в близост до селото, наречена Малката Шипка, на 9, 10 август и 11 август, напуснали селото и побягнали към Шумен. Много от тях, за да прикрият вината си за пакостите, които извършвали в миналото, се заселили из Лудогорието, където са известни с прозвището „каралом чингенелер" (черноломските цигани), а черкезите въобще не се върнали и се изселили в Турция. По време на войната селото било почти изцяло изгорено с изключение на само на три къщи, които оцелели.

### След Освобождението
На 20 май 1879 г. пристигнали първите нови български заселници в селото – бежанци от Беломорска Тракия. Те били от общо 7 къщи и идвали от селата Янурен (сега Γιαννούλη) и Кутруджа, Димотишки санджак, Одрински вилает, Софлийска каза. След десетина дни дошли още 12 семейства от Ипсалска околия – от село Ахър кьой край Бяло море. До края на 1882 г. в селото се заселили общо 100 български семейства от Беломорска Тракия. Българи дошли и от селата Голям Дервент и Малък Дервент, Кушланли, Покрован, Иброен, Кюмюрджи, Софлийска околия. Селото добива известност като средищно „беломорско село“ и след Балканската война и Първата световна война нови семейства от Беломорието (от Димотишка, Гюмюрджинска и Кавалска околии) потеглят с покъщнината си като бежанци към него.
В селото идват и се заселват малък брой преселници и от по-близките му села Благоево, Конак и Ломци, но по-голямата част от тях отново постепенно се изселват.
Селото станало чисто българско „беломорско", каквото станало и съседното село Невски (днес квартал на Попово). Беломорските българи се държали задружно и се отличавали от другите по това, че отглеждали много добитък, особено овце и коне, не обичали пиянството и с референдум през 1927 г. затворили кръчмите си. Те имали традиция да отделят младите семейства скоро след сватбата в нова къща. Казвали му „излизалка" и го правели с особена тържественост. Освен от скотовъдството светленчани се препитавали от коларо-железарство, дърводелство, абаджийство, мелничарство и керемидарство, а преди Балканската война много мъже от селото отишли като градинари в Америка и Русия.
В селото беломорците веднага си изградили църква, наречена „Свети архангел Михаил", чиято икона била донесена от старото им село Янурен (Γιαννούλη), което днес се намира на територията на Гърция.
Още през 1881 г. си открили училище, в което учителствал Антон Страшимиров, и в което момичетата били повече от момчетата. Във войните за национално обединение, от село Светлен загинали по фронтовете 51 души, чиито имена са увековечени на гранитен паметник. Паметници са издигнати и на руския писател Всеволод Гаршин, ранен в боевете при село Светлен през 1877 г. и на антифашиста Стоян Палаузов. За бита на беломорците е уредена етнографска музейна сбирка. Сега в селото живее и компактна група роми.
Старите родове преселници от Беломорието в селото са били: Барозовци, Дели Димовци, Дядо Теневци, Кара Ивановци, Кара Чоджуковци, Кундузовци, Мустакеловци, Мунджуевци, Узуновци, Хаджи Ивановци, Чолаковци, Гочеви, Дякови, Станкови и др.
На 14 август 1934 г. село Аязлар е официално преименувано в село Светлен, като за основа на новото име послужва превода от турски език на старото име, което означавало „ясно“, „светло“. През 1954 г. едно голямо наводнение, предизвикано от река Черни Лом разрушава старата циганска махала.

## Религии
- В селото преобладава източноправославното християнство;
- Мохамеданска религия;

## Обществени институции
- Кметство;
- Народно читалище „Всеволод Михайлович Гаршин“;
- Основно училище „Антон Страшимиров“ (през 2009 г. е направен основен ремонт и на двете сгради на училището);
- Църковно настоятелство;
- Целодневна детска градина;

## Културни и природни забележителности
- Землището на селото е богато на археологически обекти и от него произхождат множество различни предмети от праисторията, античността и средновековието.
- Беломорска етнографска сбирка – намира се в стара къща и е посветена на материалната и духовната култура на беломорските българи, заселили отново селото след Освобождението на България. Разполага с богата експозиция от автентични носии, носени от т. нар. „беломорци“ и предмети на бита на бежанците от Беломорска Тракия. Носиите са послужили в близкото минало като оригинален реквизит, използван при създаването на филма „Капитан Петко войвода“ и др.

- Параклис „Свети цар Борис – Михаил Покръстител“, построен през 2005 г. в памет на загиналите руски войници в сраженията при селото;
- Руски паметник от 1885 г., построен над братска могила, намираща се на около 500 м от село Светлен в посока на град Попово. В могилата са погребани 41 руски войници и офицери, загинали в сраженията при селото, по време на Руско-турската война през 1877 г.;

## Редовни събития
- Събор на селото – провежда се всяка година в последната неделя на месец август или през първата неделя на месец септември.

## Спорт
Футболният клуб на Светлен се нарича „Беломорец“. Участва в първенството на Б ОФГ-Търговище Запад. Основан е през 1945 г., като в началото в него играят четирима футболисти на разформирования клуб Беломорец (Кавала). Дългогодишен участник в Регионална група-Търговище и за кратко време в Североизточната В група. За дълъг период след 1990 г. отборът прекъсва съществуването си. През сезона 2000/01 влиза в А ОФГ-Търговище Запад и завършва на 5-о място. Играе домакинските си мачове на футболното игрище „Хаджи Димитър“ в Светлен.

## Известни личности

### Личности, родени в селото
- Вергил Димов (1901 – 1979) – политик, деятел на БЗНС, един от водачите на БЗНС Врабча 1, министър;
- Груди Атанасов (1909 – 1990) – ръководител на 9 ВОЗ, партизанин, политик и общественик след 1944 г., народен представител, член на ЦК на БКП, герой на НРБ;
- Димитър Димитров (1912 –?), партизанин;
- Рафаил Стайков (4 януари 1933 – 19 април 2013) – професор, математик;
- Стефан Недев Станков (15 октомври 1923 – 3 януари 1995) – агроном, работил в Министерството на земеделието, живял в София;
- Дарин Димитров (р. 1962) – политик от ГЕРБ, кмет на Търговище (от 2015 г.)

### Личности, свързани със селото
- Антон Страшимиров (1872 – 1937) – учител, македонски четник, писател, журналист, народен представител;

## Фотогалерия
Откриването на параклиса „Св. цар Борис-Михаил Покръстител“ при селото – 2 май 2005 г. Фотографии: Вл. Стойков.
- Храм „Свети цар Борис“
- Русенският митрополит Неофит
- Официалните гости на тържеството
- Гости на тържеството

### Кухня
Старите традиционни беломорски ястия, които вече почти не се приготвят от светленчани са: варен булгур, зрял фасул с булгур на фурна, ушах, свиеници, разядка, смигал, трахана, омачова каша, клин, бърканица и др.